# Бонниер, Оке
Оке Бонниер (швед. Åke Bonnier, 4 августа 1886, Стокгольм, Швеция — 6 августа 1979, Стокгольм, Швеция) — шведский издатель.

## Биография

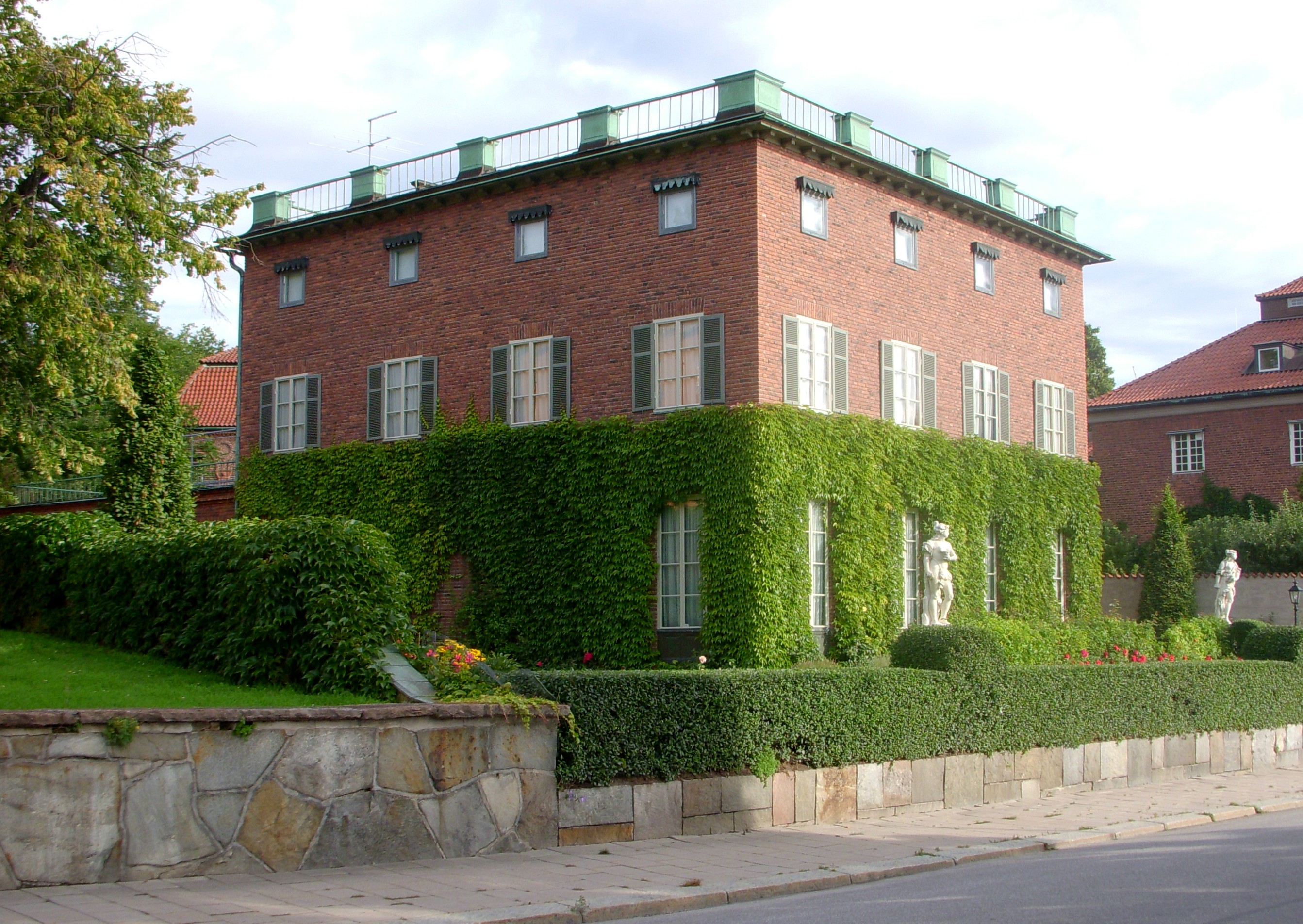
Вилла Бонниер в 2008 года

Оке Бонниер был сыном Карла Отто Бонниера, а также братом Тора, Герта и Кая. После получения диплома в 1905 году он получал профессиональное образование в Asher & Co в Берлине в 1908 году, в Albert Bonnier Publishing House в Нью-Йорке в 1910, 1912 и 1914 годах. Оке стал партнёром фирмы Albert Bonnier в 1917 году и был исполнительным директором там же в 1929—1940 годах.
Бонниер был председателем совета директоров Åhlén & Åkerlunds förlags с 1940 года, а также входил в совет директоров Dagens Nyheter с 1929 года и AB Bonnierföretagen.
Оке Бонниер в 1911 году женился на американской еврейке Еве Бахнер (1888—1977), от которой родился сын Герард Бонниер.
В 1927 году Оке построили виллу Бонниер в Дипломатстаден в Стокгольме, которая позже была завещана шведскому государству. Супруги в военные годы проживали в Соединенных Штатах, но после окончания Второй мировой войны вернулись в Стокгольм.

## Награды
- Командор Ордена Вазы
- Рыцарь Ордена Полярной звезды
- Кавалер Ордена Короны
- Кавалер Ордена Почётного легиона